# Hollandoise
Hollandoise ou Hollandaise (1775-1782) est un pur sang gris anglais. Elle gagna le prix St. Leger Stakes en 1778. Elle fut la première jument à gagner la course sur l'actuel emplacement du prix St. Leger Stakes dans la ville de Moor en Angleterre. Hollandaise participa à 14 courses de 1778 à 1782 et en gagna 8. Elle mourut soudainement après sa dernière course en 1782 sans avoir eu de descendant.

## St Leger Stakes

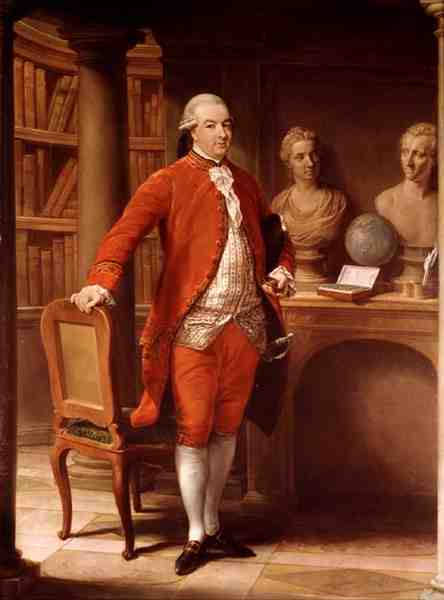
Sir Thomas Gascoigne Propriétaire de Hollandoise, en partenariat avec Thomas Stapleton.

Hollandaise n'avait participé à aucune course depuis 2 ans quand elle prit place au départ du Saint-Leger Stakes. La course hippique de St. Leger est une course de deux miles anglais (3,22 km), se déroulant pour la première fois dans la ville de Moor. Depuis 1776, elle se tenait, le mois de septembre, dans la ville de Doncaster. La course ne prit officiellement son nom "St Leger" que le 22 septembre 1778. Les paris pour cette course donnaient du 5 contre 2 contre Hollandoise. La préférence allant à un poulain de race Wildair, détenu par Sir John L. Kaye.
Montée par George Hareng, Hollandaise battit sept chevaux, le poulain arrivant deuxième, dans ce qui était considéré comme une course « facile ».

## Origines
| Origines de Hollandoise (GB), Jument grise, 1775 | Origines de Hollandoise (GB), Jument grise, 1775 | Origines de Hollandoise (GB), Jument grise, 1775 | Origines de Hollandoise (GB), Jument grise, 1775 |
| ------------------------------------------------ | ------------------------------------------------ | ------------------------------------------------ | ------------------------------------------------ |
| Père Matchem                                     | Cade                                             | Godolphin Arabian                                | Inconnu                                          |
| Père Matchem                                     | Cade                                             | Godolphin Arabian                                | Inconnu                                          |
| Père Matchem                                     | Cade                                             | Roxana                                           | Bald Galloway                                    |
| Père Matchem                                     | Cade                                             | Roxana                                           | Sœur de Chaunter                                 |
| Père Matchem                                     | Sœur de Miss Partner                             | Partner                                          | Jigg                                             |
| Père Matchem                                     | Sœur de Miss Partner                             | Partner                                          | Sœur de Mixbury                                  |
| Père Matchem                                     | Sœur de Miss Partner                             | Brown Farewell                                   | Makeless                                         |
| Père Matchem                                     | Sœur de Miss Partner                             | Brown Farewell                                   | Jument Brimmer                                   |
| Mère Virago                                      | Panton's Grey Arabian                            | Inconnu                                          | Inconnu                                          |
| Mère Virago                                      | Panton's Grey Arabian                            | Inconnu                                          | Inconnu                                          |
| Mère Virago                                      | Panton's Grey Arabian                            | Inconnu                                          | Inconnu                                          |
| Mère Virago                                      | Panton's Grey Arabian                            | Inconnu                                          | Inconnu                                          |
| Mère Virago                                      | Crazy                                            | Lath                                             | Godolphin Arabian                                |
| Mère Virago                                      | Crazy                                            | Lath                                             | Roxana                                           |
| Mère Virago                                      | Crazy                                            | Bay Basto                                        | Flying Childers                                  |
| Mère Virago                                      | Crazy                                            | Bay Basto                                        | Sœur de Soreheels (Famille 9-a)                  |